# Shiva

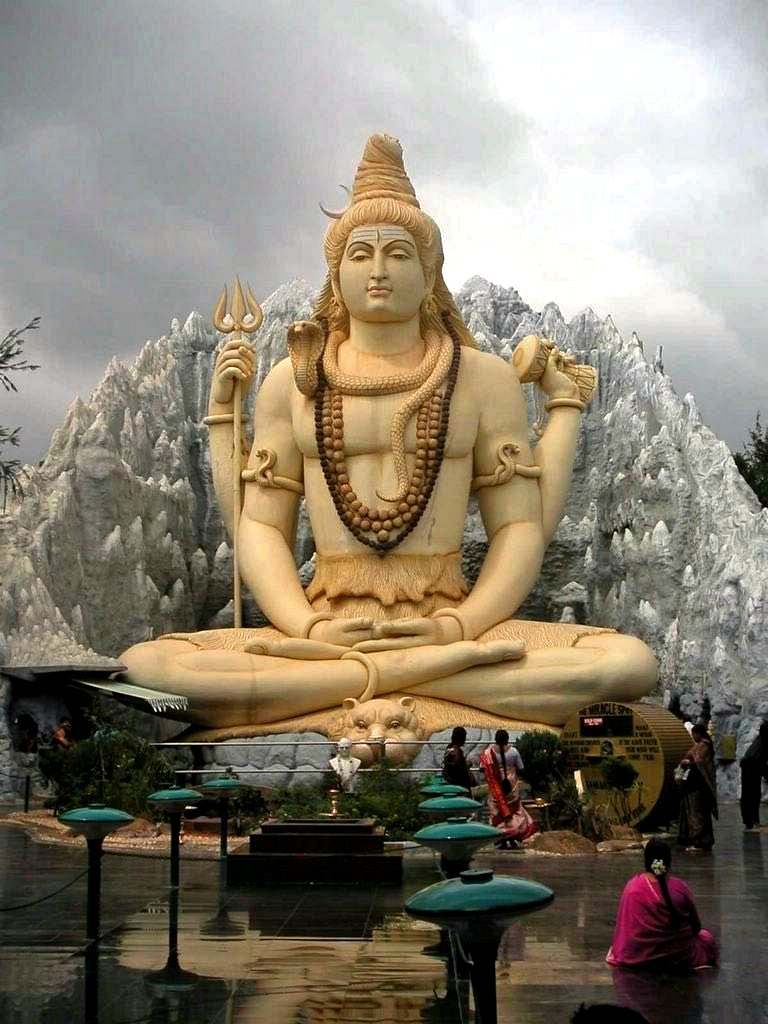
En staty i Bangalore skildrar när Shiva mediterar.

Shiva (sanskrit शिव Śiva), även kallad Pashupati ”vilddjurens herre”, är en av de äldsta och högsta gudomarna inom hinduismen.
Shiva utgör tillsammans med Vishnu och Devi, inom vissa inriktningar även Brahma, de högsta gudarna inom hinduismen. Han avbildas vanligtvis med tre ögon (varav det tredje anses vara det förgörande) och fyra armar i en yogaliknande ställning. Lingam, en fallosliknande pelare, är en annan vanlig symbol för Shiva.
Den vediska stormguden Rudra utgör förebilden för Shiva. Precis som denne hade han förmågan att förgöra och förknippas med krig, död och med förgänglighet.
Trots all denna förgörande kraft har Shiva en betydelsefull roll som fruktbarhetsgud. Det är han som upprätthåller världen genom meditation. I denna roll har Shiva blivit en förebild för de asketer som ser yoga som vägen till upplysning. Shiva är lärdomens gud och på grund av det faktum att han är asketens gud framställs han halvnaken, insmord med aska, med skallar runt midjan och ett halsband av sammanflätade ormar.

## Etymologi och andra namn
På sanskrit är shiva ett adjektiv som betyder "lovande, vänlig, nådig". Som egennamn betyder Shiva "den lovande", använt som ett förskönande namn för Rudra. I enkel engelsk translitteration skrivs namnet som antingen Shiva eller Siva.
Det engelska adjektivet síva betyder "lovande", och är använt som ett epitet - dock ej särskilt Rudra - av flera vediska gudar.
I tamil betyder Shiva "den högsta" (en:the supreme one).

## Historisk utveckling
Dyrkan av Shiva är en pan-hinduisk tradition som utövas brett i Indien, Nepal och Sri Lanka. Vissa historiker anser att guden Shiva som vi ser honom idag blev uppbyggd under en tid, då idéerna om många regionala sekter blev sammanflätade till en enda figur.
Hur Shiva förändrades till en sammansatt gudomlighet är inte väldokumenterad.
Axel Michaels förklarar Shivas sammansatta natur såhär:
| ” | Liksom Vişņu är Shiva också en högt uppsatt gud, som gett sitt namn åt en samling teistiska trender och sekter: Saivism. Även Vaişņavism innebär på sikt en enighet vilket inte kan hittas i varken religionsutövning eller i filosofiska och esoteriska doktrinen. Dessutom måste utövning och doktrin hållas separat | „ |

Ett exempel på assimilering ägde rum i Maharashtra, där en regional gudom som heter Khandoba är en beskyddande gudomlighet för jordbruk och kasten. Den främsta mittpunkten i dyrkan av Khandoba i Maharashtra är i Jejuri. Khandoba har upptagits som en del av Shiva, då han dyrkas i form av en lingam. Khandobas varierade föreningar innehåller även en identifiering med Surya och Karttikeya.

### Det Pashupatiska sigillet
Ett sigill som upptäckts vid schaktning av Mohenjo-daro har uppmärksammats som en möjlig representation av en Shiva i form av Pashipati, en av Shivas inkarnationer. Detta sigill visar en sittande figur, möjligtvis ithyphallic, omgiven av djur. Sir John Marshall med flera har hävdat att denna figur är en prototyp av Shiva och har beskrivit figuren som att den har tre huvuden sittande i en "yoga-ställning" med knäna utåt och sammanflätade fötter. Hur som helst är detta påstående inte utan sin beskärda del av kritik bland annat av akademiker såsom Gavin Flood och John Keay som beskriver detta påstående som ogrundat.

### Rudra
Den gud vi idag kallar för Shiva delar många egenskaper med den vediska guden Rudra, och både Shiva och Rudra beskrivs som samma person i ett antal hinduistiska traditioner. Rudra, guden av den rytande stormen framställs vanligtvis i enlighet med de element som han representerar som en hård och destruktiv gudom.

Den äldsta skriften i hinduismen är Rigveda, daterad mellan 1700 och 1100 f.Kr. utifrån språkliga och filosofiska bevis. En gud som heter Rudra nämns i texten. Namnet Rudra används fortfarande som ett namn för Shiva. I Rigveda beskrivs han som "Fadern av Maruterna", en grupp av stormgudar. Dessutom åkallar Rudram en av de allra heligaste hymner i hinduismen, som hittats i både Rigveda och Yajurveda och riktas mot Rudra, liknas med Shiva även här. Dock används termen Shiva som ett epitet för Indra, Mitra och Agni många gånger.

Identifieringen av Shiva med den äldre guden Rudra är inte allmänt accepterad som Axel Michaels förklarar:
| ” | I vilken utsträckning Shivas ursprung i själva verket är från Rudra är extremt oklart. Tendensen att betrakta Shiva som en forntida gud baserat på denna identifiering, även om de fakta som motiverar ett så långtgående antagande är klent. | „ |

Rudra kallas för "Bågskytten" (Sanskrit: Śarva) och pilen är ett nödvändigt attribut för Rudra. Detta namn förekommer i Shiva Sahasranama och R.K. Sharma noterar att det använts som ett ofta förekommande namn av Shiva i senare språk. Ordet härleds från Sanskrit-roten śarv-, vilket betyder "att skada" eller "att döda", och Sharma använder den allmänna meningen i hans tolkningsregler i översättning av namnet Śarva som "En som kan döda mörkrets krafter". Även namnen Dhanvin och Bãnahasta hänvisar också till bågskytte.

### Agni
Rudra och Agni har en nära relation. Identifieringen mellan Agni och Rudra i den Vediska litteraturen var en viktig faktor Rudras gradvisa utveckling till den senare figuren som Rudra-Shiva. Identifieringen mellan Agni och Rudra noteras uttryckligen i Nirukta, en viktig text om etymologi, vilken säger, "Agni kallas även Rudra." Sammankopplingarna mellan de två gudarna är komplexa, och enligt Stella Kramrisch:
| ” | Brandmyten om Rudra-Shiva spelar på hela färgomfånget brand, värderar alla utvecklingsmöjligheter och faser, från katastrof till belysningen. | „ |

I Śatarudria tyder vissa epitet av Rudra, såsom Sasipañjara och Tivasimati, på en sammanslagning av två gudar. Agni sägs vara en tjur, och guden Shiva besitter en tjur som sitt fordon, Nandi. Agnis horn nämns i texten.
I medeltida skulpturer har både Agni och formen av Shiva nämnd som Bhairava har flammande hår som en speciell egenskap.

## Kännetecken
- Tredje ögat: Shiva avbildas ofta med ett tredje öga, med vilket han brände begäret till aska. Det har funnits en kontrovers angående Shivas namn Tryambakam, vilket förekommer i många bibliska källor. På klassiskt sanskrit betyder ordet ambaka "ett öga", och i Mahabharata avtecknas Shiva som treögd, vilket medför att detta namn ibland översätts som "att ha tre ögon".
- Halvmånen: Shiva bär på sitt huvud en halvmåne. Epitetet Chandrasekhara hänvisar till detta kännetecken. Placeringen av halvmånen på hans huvud daterar perioden då Rudra ökade till en framträdande plats och blev den stora gudomen Rudra-Shiva. Ursprunget till denna koppling kan bero på identifieringen av månen med Soma, då det finns en hymn i Rigveda där Soma och Rudra är gemensamt förekommande, och i senare litteratur, Soma och Rudra skulle komma att identifieras med en annan som var Soma och månen.
- Aska: Shiva fläckar sin kropp med aska. Vissa former av Shiva såsom Bhairava, associeras med en väldigt gammal indisk tradition som innebar markkremering som utövades av vissa grupper vilka var de som stod utanför tron Brahmanic ortodoxi. Dessa metoder med kremering nämns även i Palikanonen av Theravada Buddhism. Ett epitet för Shiva är "invånare i markkremering", syftande på denna koppling.
- Matt hår
- Blå hals: Enligt det Hinduiska eposet Samudra manthan, samlades Asuras (demonerna) och Devas (gudarna) tillsammans för  att kärna världshaven för att på så sätt utvinna Amrita (odödlighetens nektar). Men istället för Amrita bildades ett dödligt gift, Halahala (svarta massan). Då ingen levande varelse, Asura eller Deva kunde överleva giftets förödande kraft, så valde Shiva att dricka upp giftet för att på så sätt rädda universum undan förödelse. Shivas fru, Parvati, lyckades dock rädda sin make genom att slå sina händer runt Shivas hals och förhindrade på så sätt giftet från att spridas vidare i hans kropp. Därför avbildas Shiva ofta med en blå hals, som för att påminna om hans insats för mänskligheten och allt levande. Av den anledningen är Shiva också känd som  Nīlakaṇṭha (han med blå hals)
- Heliga Ganges: Floden Ganges flödar från Shivas matta hår. Epitetet Gangãdhara ("Ganges bärare") syftar till detta kännetecken. Ganges är en av de största floderna i landet och sägs ha gjort sitt "hus" i Shivas hår.
- Tigerskinn: Shiva visas ofta sittande på tigerskinn, en ära som reserverats för de mest skickliga gudarna i Hinduism, Brahmarishis.
- Ormar: Shiva visas ofta bekransad av en orm.
- Treudd: Shivas speciella vapen är treudden.
- Trumma: En speciell trumma formad som ett timglas är känt som en damaru. Detta är ett av Shiva kännetecken i den berömda avbildning av honom i dansande pose, känd som Nataraja. En specifik handgest kallad damaru-hasta (Sanskrit for "damaru-hand") används för att hålla i trumman. Denna trumma används framför allt som ett emblem av medlemmar i den Kãpãlika sekten.
- Nandi: Tjuren som Shiva använder som sitt färdmedel.
- Gana
- Kailãsa berget
- Varanasi: Varanasi betraktas som Shivas speciellt älskade stad, och är en av de heligaste platserna under pilgrimsfärden i Indien. Det kallas i religiösa sammanhäng för Kashi.

## Epitet
Shiva har ett stort antal epitet som han benämns med, i Mahabharata och Shiva purana finns exempelvis 108 namn uppräknade. Här följer ett urval.
- Ardhanari – halv kvinna
- Hara – den som förstör
- Kala – tiden
- Mahadeva – den store guden
- Nataraja – dansens konung
- Shambhu – den som finns för lyckans skull
- Shankar – den som orsakar välgång.[förtydliga]
- Tryamkbaka – den treögde
- Umamaheshvara – Umas [namn för Shivas gemål] högsta herre

## Kuriosa
Shiva finns avbildad i tre skånska kyrkor: Knästorp, Bjällerup och Tottarp.  Målningarna har troligtvis gjorts på 1890-talet av teosofen Fredrik Krebs.